# Binta Colley
Binta Colley (geb. am 11. Oktober 1997) ist eine gambische Fußballspielerin.

## Verein
Ab mindestens 2009 bis mindestens 2012 spielte sie bei Abuko United.
Seit mindestens 2016 spielt sie beim Interior FC.

## Nationalteam
2009 gehörte sie einer Vorauswahl an, aus der ein gambisches Nationalteam der Frauen entstehen sollte.
2012 gehörte sie dem U-17-Team an, das sich für die U-17-Fußball-Weltmeisterschaft der Frauen in Aserbaidschan qualifizieren konnte. Das Team verlor alle drei Gruppenspiele deutlich und wurde Gruppenletzter.
Ende Januar 2014 sollte sie in einem Freundschaftsspiel gegen Guinea-Bissau eingesetzt werden, das jedoch kurzfristig abgesagt wurde. Im August 2017 stand sie für ein Freundschaftsspiel gegen Kap Verde im Kader des gambischen Nationalteams der Frauen, das ebenfalls abgesagt wurde. Am 16. September 2017 stand Saidy bei Gambias erstem offiziellen internationalen Spiel gegen Guinea-Bissau im Kader.
Bei der Qualifikation für den Afrika-Cup der Frauen 2018 trat sie mit dem gambischen Team an. Das Team schied in der zweiten Runde gegen Nigeria aus, das später den Titel gewann.